# La cascina
La cascina és una òpera en tres actes composta per Giuseppe Scolari sobre un llibret italià de Carlo Goldoni. S'estrenà al Teatro San Samuele de Venècia el 26 de desembre de 1755. A Catalunya s'estrenà el 7 d'abril de 1761 al Teatre de la Santa Creu de Barcelona.